# Municipio de Sartoria
El municipio de Sartoria (en inglés: Sartoria Township) es un municipio ubicado en el condado de Buffalo, en el estado estadounidense de Nebraska. En el año 2010 tenía una población de 75 habitantes y una densidad poblacional de 0,81 personas por km².

## Geografía
El municipio de Sartoria se encuentra ubicado en las coordenadas 41°0′36″N 99°14′45″O / 41.01000, -99.24583. Según la Oficina del Censo de los Estados Unidos, el municipio tiene una superficie total de 92.92 km², de la cual 92,85 km² corresponden a tierra firme y (0,07 %) 0,07 km² es agua.

## Demografía
Según el censo de 2010, había 75 personas residiendo en el municipio de Sartoria. La densidad de población era de 0,81 hab./km². De los 75 habitantes, el municipio de Sartoria estaba compuesto por el 98,67 % blancos, el 1,33 % eran afroamericanos. Del total de la población el 0 % eran hispanos o latinos de cualquier raza.